# Libro del saber de astrología

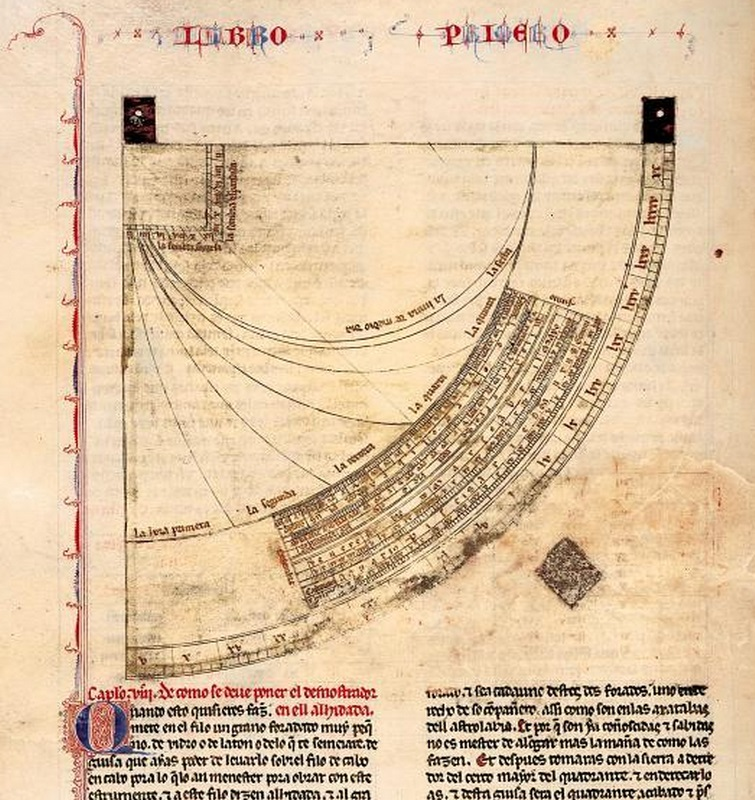
Pagina del Libro del saber de astrologia

Il Libro del saber de astrología (lett. "libro delle conoscenze astrologiche") è un'opera letteraria del periodo medievale spagnolo, composto durante il regno di Alfonso X il Saggio.
Delle tre ricompilazioni scientifiche che Alfonso X ordinò di comporre tra il 1276 e il 1279, questa è l'unica che ci è arrivata e di cui si dispone per intero del testo originale. Si tratta di un gruppo di trattati tecnici (eccetto il primo che ha un contenuto descrittivo) che sono:
1. Libro de la ochava espera.
2. Libro del alcora.
3. Libro del astrolabio redondo.
4. Libro del astrolabio plano.
5. Libro de la lámina universal.
6. Libro de la açafeha[1].
7. Libro de las armellas.
8. Libro de las láminas de los siete planetas.
9. Libro del cuadrante.
10. Libros de los relojes (cinque opere).